# Nemyriw (Siedlung städtischen Typs)
Nemyriw (ukrainisch Немирів; russisch Немиров/Nemirow, polnisch Niemirów) ist eine Siedlung städtischen Typs in der Westukraine. Sie liegt etwa 52 Kilometer nordwestlich der Oblasthauptstadt Lemberg und 22 Kilometer südwestlich der Stadt Rawa-Ruska am Flüsschen Smerdych (Смердих). Die Grenze zu Polen verläuft etwa 7 Kilometer nordwestlich der Siedlung, zur Siedlungsgemeinde zählten auch die Dörfer Welyki Makary (Великі Макари), Wolja (Воля), Ruda (Руда), Salaschi (Салаші), Seredyna (Середина), Slobodjaky (Слободяки) und Schawari (Шаварі), seit dem 12. Juni 2020 ist der Ort ein Teil der Stadtgemeinde Jaworiw.

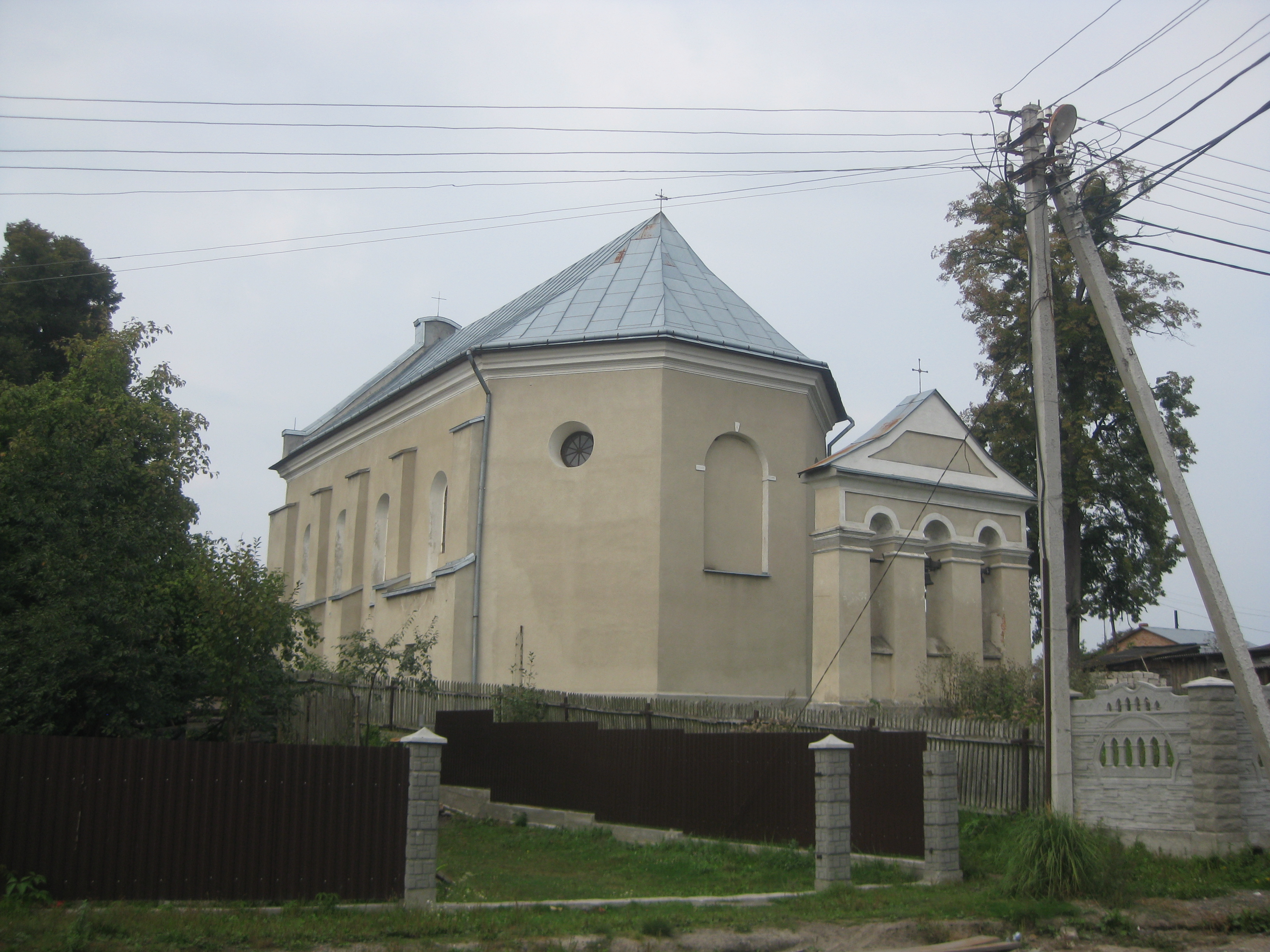
Kirchengebäude im Ort

## Geschichte
Der Ort wurde 1530 zum ersten Mal erwähnt, gehörte von 1774 bis 1918 zum österreichischen Galizien und war von 1854 bis 1867 Sitz einer Bezirkshauptmannschaft, danach wurde im Ort der Sitz eines Bezirksgerichts des Bezirks Rawa Ruska errichtet. Nach dem Ende des Ersten Weltkrieges kam der Ort zu Polen, wurde im Zweiten Weltkrieg von September 1939 bis 1944 von Deutschland besetzt und kam nach Kriegsende zur Sowjetunion.
Seit 1991 gehört der Ort zur Ukraine.
Im 19. Jahrhundert entwickelte sich im wegen der Mineralquellen um den Ort herum ein Kurbetrieb der auch heute noch die Siedlung als Kurort auszeichnet.

## Persönlichkeiten
- Emil Krukowicz-Przedrzymirski (1886–1957), polnischer General